# Pollichia campestris
Pollichia campestris är en nejlikväxtart som beskrevs av William Aiton. Pollichia campestris ingår i släktet Pollichia och familjen nejlikväxter. Inga underarter finns listade i Catalogue of Life.